# Pfalzen
Pfalzen (italienisch Falzes) ist eine Gemeinde mit 3144 Einwohnern (Stand 31. Dezember 2023) im Pustertal. Pfalzen liegt etwa drei Kilometer nordwestlich von Bruneck im Nordosten Südtirols in Italien.

## Geografie

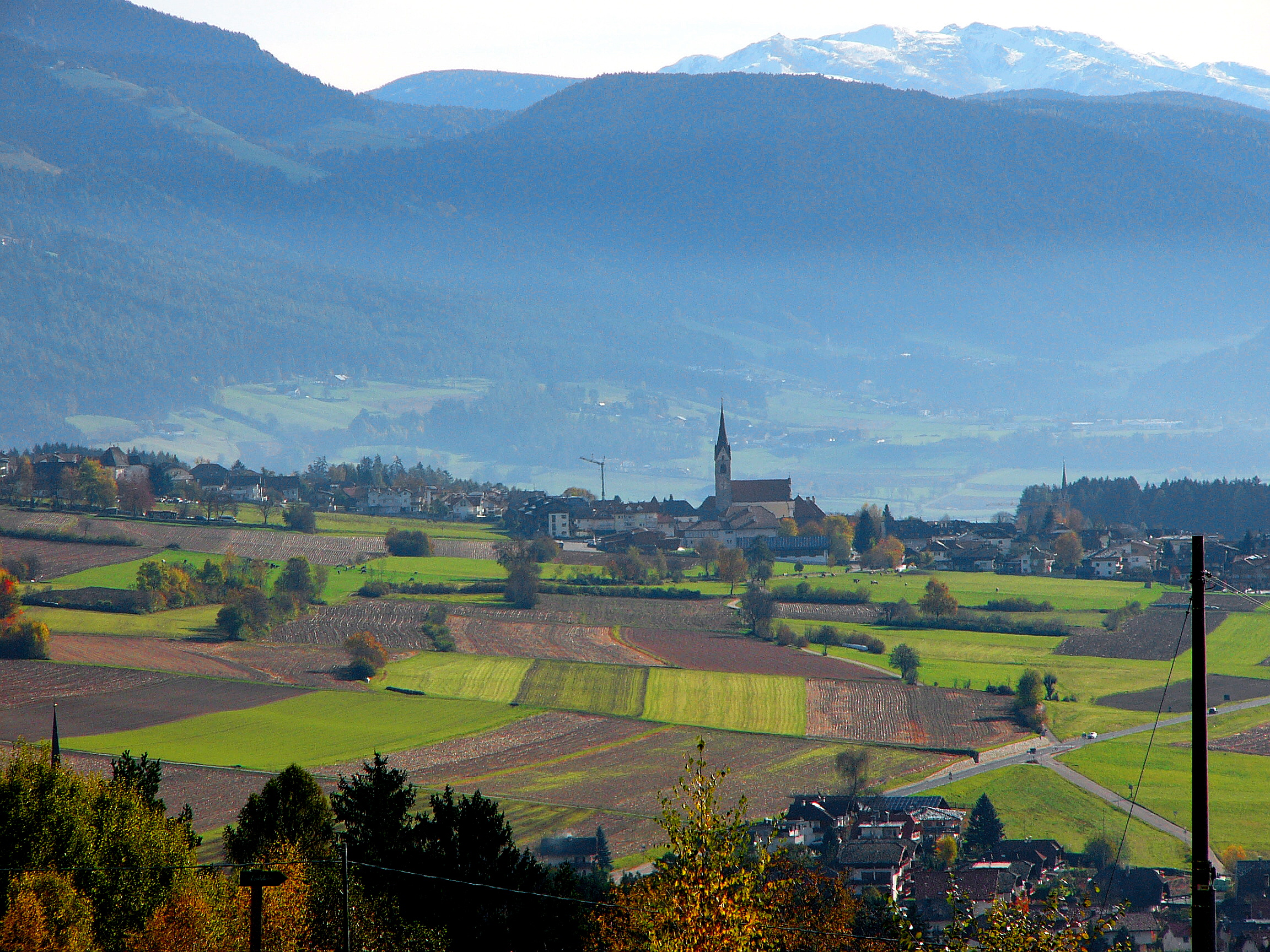
Blick auf Pfalzen von der SP40 in Pichlern aus

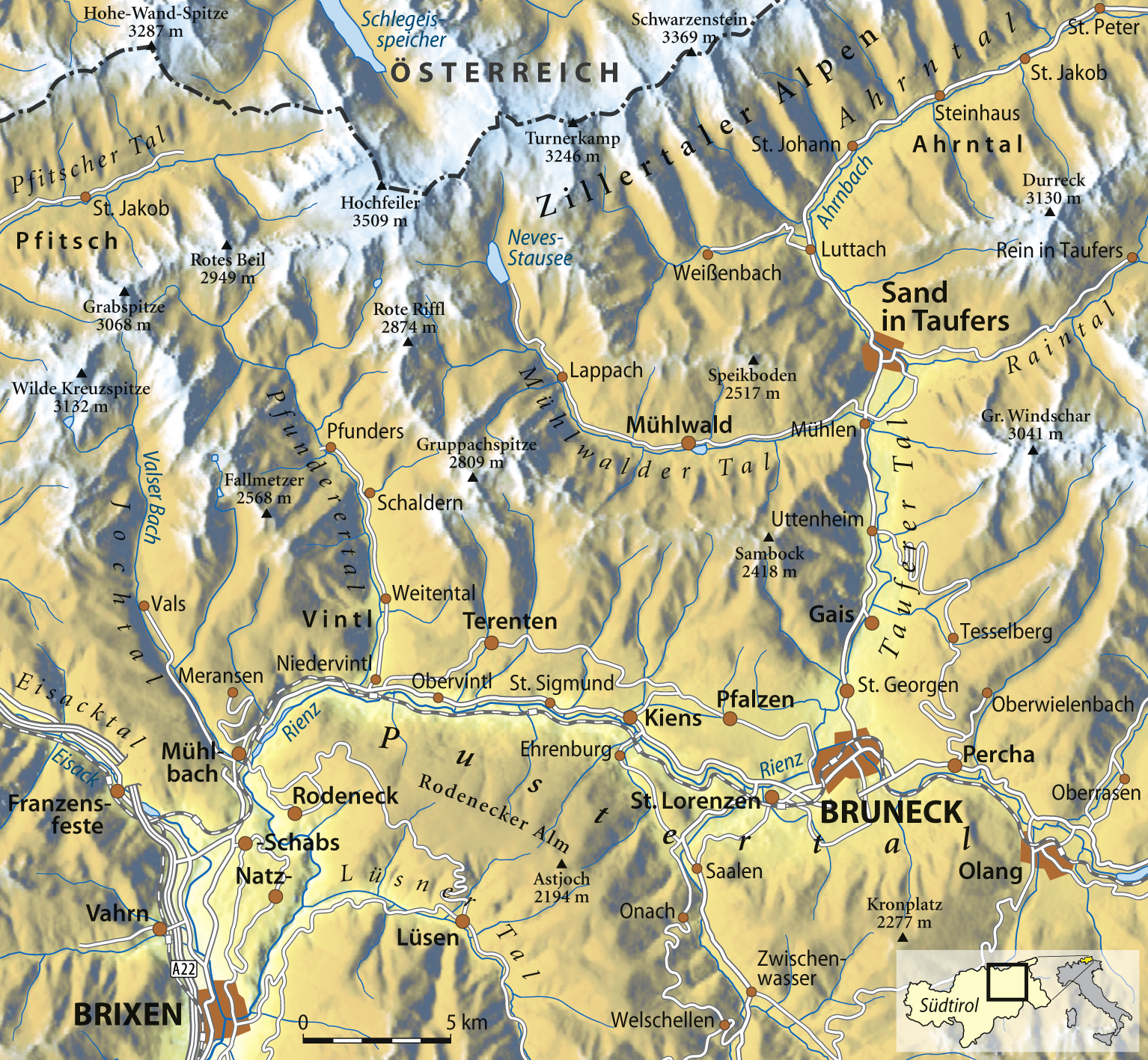
Pfalzen im westlichen Pustertal

Pfalzen befindet sich im Südtiroler Pustertal, gleich westlich der Brunecker Weitung, in der sich die nahe Stadt Bruneck ausdehnt und wo das Tauferer Tal von Norden einmündet. Das Gemeindegebiet mit einer Fläche von 33,24 km² nimmt eine Mittelgebirgsterrasse auf der Sonnenseite des in Ost-West-Richtung verlaufenden Pustertals ein sowie die sich nördlich dahinter erhebenden Berge.
Das bedeutendste dörfliche Zentrum der Gemeinde ist der Hauptort Pfalzen (1000–1130 m s.l.m.), daneben bestehen die Fraktionen Greinwalden (940–970 m) etwas östlich und Issing (970–1020 m) etwas westlich, sowie mehrere weitere verstreute Weiler. Die Geländestufe, die im Süden zum Pusterer Talboden abfällt, bildet die Gemeindegrenze zu St. Lorenzen und Kiens, zu dem auch die westlich auf der Siedlungsterrasse anschließende Fraktion Hofern gehört.
Nördlich über den Siedlungsgebieten steigt das Gelände zu den südöstlichsten Ausläufern der Pfunderer Berge bzw. Zillertaler Alpen an, die hier Pfalzen von Mühlwald im Mühlwalder Tal trennen. Zu den bedeutendsten Gipfeln auf dem Gemeindegebiet zählen der Sambock (2396 m) und die Bärentaler Spitze (2450 m).

## Geschichte

### Vorgeschichte
Die klimatisch günstige Sonnenlage und einige archäologische Funde stellen außer Zweifel, dass die Geländestufe bereits in der Vorzeit leicht besiedelt war. Prähistorische Baustrukturen finden sich u. a. auf Grossegg, Teifenthal und auf dem Mühlner Baumannbühel.

### Mittelalter
Für das Pfalzner Gemeindegebiet ist eine ganz bedeutende und frühe bajuwarische Besiedlung im Frühmittelalter anzunehmen, da fast alle Ortsnamen deutschstämmig sind.
Die frühesten beurkundeten Grundherren sind die Herren von Pfalzen, die – wie für Pusterer Grundherren üblich – Ministerialdienst für den Bischof von Brixen leisteten. Diese Linie findet sich heute noch im sehr alten Südtiroler Adelsgeschlecht Mörl von Pfalzen und Sichelburg, aus dem z. B. die Mystikerin Maria von Mörl oder Anton von Mörl zu Pfalzen und Sichelburg stammten.
Es muss angenommen werden, dass im 11. Jh. der Siedlungsausbau in Pfalzen bereits abgeschlossen war. Dies geht aus den ersten Urkunden vom Jahr 1100 hervor, worin das Bauerngut als festes Hofgebilde mit allen Zugehörigkeiten festgehalten wird. Somit war Pfalzen zu beträchtlichen Abgabeleistungen fähig.

### Neuzeit
Die Gemeinde Pfalzen erhielt ihren heutigen Umfang im Jahr 1928 durch die Eingemeindungen von Issing und Greinwalden.

### Ortsname
Ersturkundlich wird der Name Pfalzen als „in loco Phalanza“ in einer Traditionsnotiz des Bischofskirche von Säben-Brixen aus den Jahren 1050–1065 (Sedenzzeit Bischof Altwins) genannt, als ein gewisser Egizi dem Brixner Domkapitel einen in Pfalzen gelegenen Hof mit Acker- und Wiesenland übertrug. Etymologisch liegt möglicherweise althochdeutsch pfalanza ‚(Königs)pfalz‘ zugrunde. Für diese Deutung sprechen die frühen Namensformen, die anderen altbairischen Namen Issing und Greinwalden als auch die distinktive Lage der Gemeinde.

## Politik
Bürgermeister seit 1952:
- Johann Baumgartner: 1952–1956
- Johann Hainz: 1956–1969
- Luis Durnwalder: 1969–1973
- Johann Hainz: 1973–1974
- Hartmann Willeit: 1974–1990
- Manfred Hainz: 1990–2005
- Josef Gatterer: 2005–2020
- Roland Tinkhauser: seit 2020

## Demographie

### Einwohnerentwicklung
Die Bevölkerung von Pfalzen hat sich seit den 1950er Jahren mehr als verdoppelt – auch durch seine günstig gelegene Nähe zur Stadt Bruneck.
| Einwohnerentwicklung |             |
| --- | ----------- |
| \| Jahr \| Bevölkerung \| \| ---- \| ----------- \| \| 1921 \| 1022 \| \| 1931 \| 985 \| \| 1951 \| 1120 \| \| 1961 \| 1221 \| \| 1971 \| 1455 \| \| 1981 \| 1756 \| \| 1991 \| 2049 \| \| 2001 \| 2255 \| \| 2011 \| 2690 \| |             |
| Jahr | Bevölkerung |
| 1921 | 1022        |
| 1931 | 985         |
| 1951 | 1120        |
| 1961 | 1221        |
| 1971 | 1455        |
| 1981 | 1756        |
| 1991 | 2049        |
| 2001 | 2255        |
| 2011 | 2690        |

### Sprachgruppen
Pfalzen ist gemäß den erhobenen Sprachgruppenzugehörigkeitserklärungen bzw. Sprachgruppenzuordnungserklärungen eine weitgehend deutschsprachige Gemeinde. Als Berechnungsgrundlage der folgenden Prozentwerte wurden die gültigen Erklärungen von Personen mit italienischer Staatsbürgerschaft herangezogen.
| Sprache     | 1981    | 1991    | 2001    | 2011    | 2024    |
| ----------- | ------- | ------- | ------- | ------- | ------- |
| Deutsch     | 98,74 % | 97,82 % | 97,31 % | 96,25 % | 94,15 % |
| Italienisch | 0,57 %  | 1,19 %  | 1,78 %  | 2,36 %  | 4,58 %  |
| Ladinisch   | 0,69 %  | 0,99 %  | 0,91 %  | 1,39 %  | 1,26 %  |

## Bildung
In Pfalzen befindet sich eine Grundschule, die dem deutschen Schulsprengel der Nachbargemeinde Bruneck II angeschlossen ist.

## Sehenswürdigkeiten
Am 8. Juli 2017 wurde das Puppenmuseum in der Anselm-Sparber-Str. 1 eröffnet. Es ist die größte Ausstellung dieser Art in ganz Südtirol.

## Persönlichkeiten
- Michael Pacher (um 1435–1498), spätgotischer Maler und Bildhauer.
- Oswald von Wolkenstein (um 1377–1445), Sänger, Dichter und Komponist, sowie ein Politiker von mehr als nur regionaler Bedeutung, geboren vermutlich auf Burg Schöneck.
- Siegfried Mazagg (1902–1932), Architekt, Zeichner und Karikaturist.
- Luis Durnwalder (* 1941), ehemaliger Landeshauptmann von Südtirol.
- Karl Reichegger, mehrfacher nationaler und internationaler Meister im Drachenfliegen (-Delta).
- Roland Tinkhauser (* 1974), ehemaliger Landtagsabgeordneter und Vizeparteiobmann der Südtiroler Freiheitlichen, jetzt Bürgermeister der Gemeinde Pfalzen.[8]
- Meinhard Durnwalder (* 1976), Senator der Republik.